# بريت سيمون
بريت سيمون (بالإنجليزية: Brett Simon)‏ هو مخرج أمريكي، ولد في 28 نوفمبر 1973 في بالو ألتو في الولايات المتحدة.

## وصلات خارجية
- بريت سيمون على موقع IMDb (الإنجليزية)
- بريت سيمون على موقع ألو سيني (الفرنسية)
- بريت سيمون على موقع ميوزك برينز (الإنجليزية)
- بريت سيمون على موقع أول موفي (الإنجليزية)
- بريت سيمون على موقع قاعدة بيانات الأفلام السويدية (السويدية)
- بريت سيمون على موقع أول ميوزيك (الإنجليزية)
- بريت سيمون على موقع ديسكوغز (الإنجليزية)
- بريت سيمون على موقع قاعدة بيانات الفيلم (الإنجليزية)
- بريت سيمون على موقع كينوبويسك (الروسية)